# 小行星2620
小行星2620（2620 Santana）是一颗围绕太阳公转的小行星。1980年10月3日，茲丹卡·瓦弗洛娃在克萊季发现了此天体。
該小行星以美國音樂家卡洛斯·山塔那命名。
这颗小行星的绝对星等为314.4544937292876等。